# Natsag Udval
Natsagiin Udval (en mongol : Нацагийн Удвал) ou Natsag Udval est une femme politique mongole née le 5 mars 1954. Elle est membre du Parti révolutionnaire du peuple mongol. Elle est ministre de la Santé depuis juin 2012.

## Biographie
Udval est pédiatre de formation. Elle est vice-ministre de la Santé entre 2000 et 2004.
En 2010, le Parti révolutionnaire du peuple mongol décide de changer de nom pour devenir le Parti du peuple mongol. Ce changement n'est pas accepté par tous les membres du PRPM et certains, menés par l'ancien président Nambaryn Enkhbayar, décident de créer un nouveau parti gardant le nom du parti. Udval décide de suivre Enkhbayar dans le nouveau PRPM et en est nommée secrétaire générale.
Elle est candidate à l'élection présidentielle mongole du 26 juin 2013 pour le PRPM. C'est la première femme à se présenter à une élection présidentielle en Mongolie. Udval arrive troisième du premier tour avec 6,5 % des voix. Elle est derrière le président sortant Tsakhiagiyn Elbegdorj qui est réélu dès le premier tour avec 50,2 % des voix et de Badmaanyambuugiin Bat-Erdene, le candidat du Parti du peuple mongol, qui rassemble 42 % des suffrages,.
En juillet 2014, Natsag Duval, opérant sous son mandat de ministre de la santé, rappelle devant l'assemblée générale des Nations unies que la Mongolie a lancé un programme « sans alcool » appliqué dans 3 provinces, ainsi qu'un programme « sans tabac » mis en application dans 1 province. La Mongolie a également appliqué le Protocole de l'OMS.